# Zoo Project
Zoo Project, pseudonyme de  Bilal Berreni, est un peintre urbain français, né le 23 juin 1990 à Paris et mort assassiné le 29 juillet 2013 à Détroit (États-Unis) à l'âge de 23 ans. Son travail s'est d'abord exposé sur les murs du Nord-est parisien, puis en Tunisie, juste après la révolution tunisienne de 2010–2011, où il a été particulièrement remarqué.

## Biographie
Bilal Berreni est né dans le 10e arrondissement de Paris le 23 juin 1990 d'une mère périgourdine et d'un père d'origine algérienne, Mourad Berreni, metteur-en-scène et directeur du Théâtre de l'Echo dans le 20e arrondissement. Il a un frère aîné Marwan, comédien, et est le petit-fils de Charles Sarlandie, chef d'état-major de la Résistance au sein du Bataillon Violette à Saint-Mesmin, en Dordogne,,.
Adolescent parisien du 20e arrondissement, Bilal Berreni commence à l'âge de 15 ans à peindre des murs de son quartier. À l'école Boulle, il passe un bac arts appliqués puis intègre l'École Duperré où il obtient un BTS de communication graphique. Il peint de grandes fresques noires et blanches sur des murs d'immeubles parisiens et à Sénéchas dans les Cévennes qu'il signe Zoo Project, nom qu'il souhaite donner à un collectif dont il restera le seul membre. Il porte un fort intérêt pour le travail d'Ernest Pignon-Ernest mais aussi pour des peintres plus traditionnels comme Gustave Courbet ou Ingres.
Zoo Project trouve la notoriété en 2011 grâce à son travail en Tunisie où il peint sur des cartons des portraits grandeur nature de victimes de la révolution qu'il expose dans les rues de Tunis : pour lui, « Dessiner n'est plus un acte onaniste, nombriliste, mais une action politique, civique, citoyenne, en prise avec le monde ». Après Tunis, il rejoint la frontière orientale de la Tunisie et le camp de Choucha où il s'installe et partage pendant un mois la vie des milliers de réfugiés ayant fui la guerre civile libyenne et peint leur portrait sur des oriflammes de toile blanche,.
De retour à Paris, Zoo Project retrouve une certaine solitude. Il repart ensuite plusieurs mois dans l'est de l'Europe et en Russie à la recherche des « fantômes de l'ex-URSS » et réalise, en collaboration avec le réalisateur Antoine Page, un documentaire mêlant cinéma et dessin, C’est assez bien d’être fou,. Dans ce film, on voit notamment Zoo Project peindre sur les murs d'une ferme, sur des conteneurs ou encore sur un ancien bateau de la mer d'Aral asséchée, redonnant vie à l'équipage du navire abandonné. C’est assez bien d’être fou sort en 2013 dans quelques salles et est projeté dans des festivals.
En juillet 2013, Zoo Project est retrouvé mort, assassiné par balle à l'âge de 23 ans, dans un immeuble désaffecté de Détroit aux États-Unis mais son corps n'est identifié qu'en mars 2014,, : il a été assassiné le 29 juillet par un groupe de jeunes hommes âgés de 17 à 20 ans qui le tuent pour lui voler son argent,. Le meurtrier et ses complices sont arrêtés par la police de Détroit le 3 septembre 2014 et sont condamnés par la justice à plusieurs dizaines d'années de prison lors de procès qui se sont tenus en 2015 et 2016,.

## Hommage

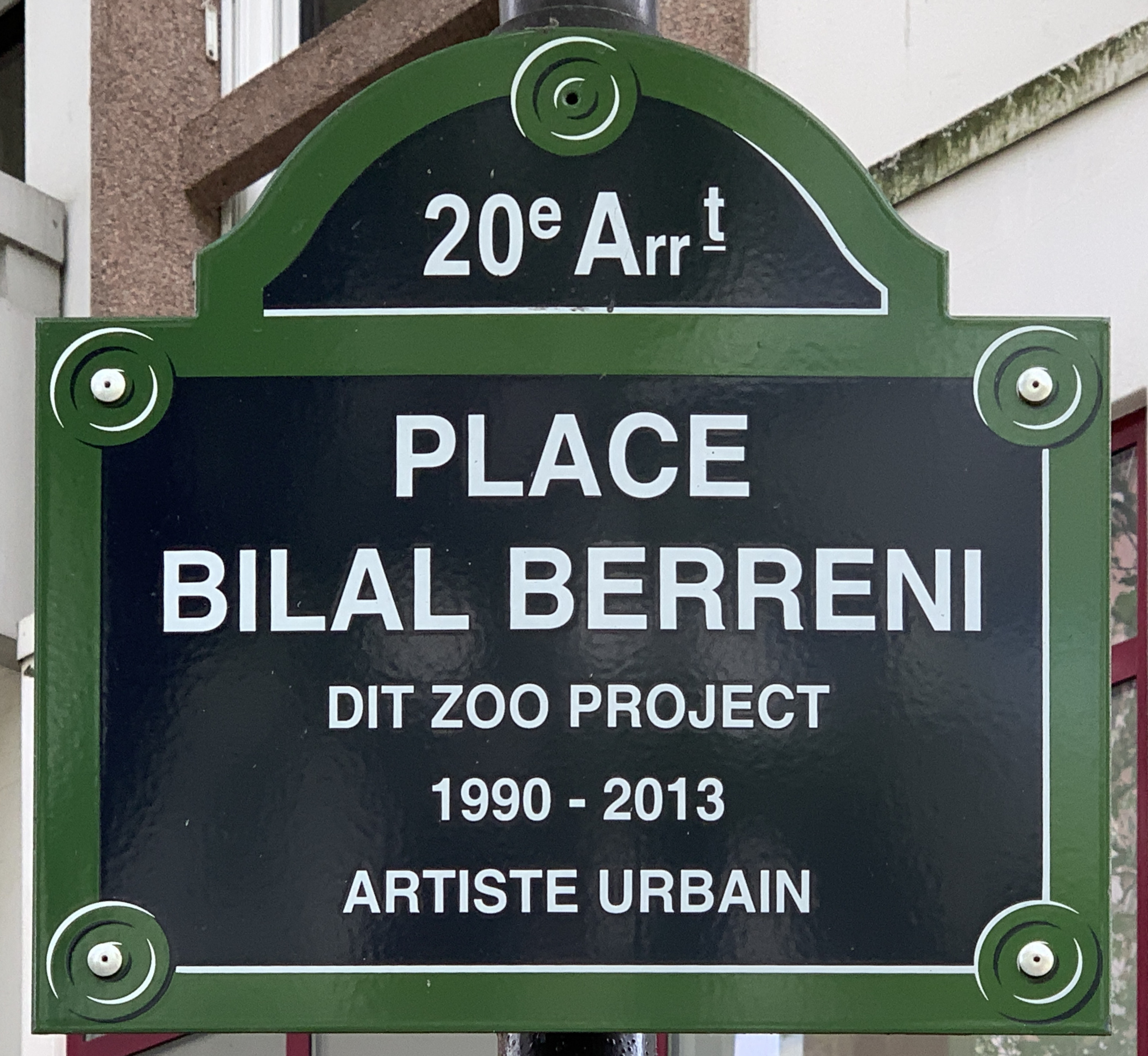
Plaque de rue de la place Bilal-Berreni dans le de Paris.

En 2018, sous l'impulsion de Lilas Carpentier et d'Antoine Page et grâce à un financement participatif, un vaste hommage à Zoo Project est organisé. Le film C'est assez bien d'être fou sort en salle accompagné de plusieurs installations de Zoo Project issues de son travail sur les escaliers Potemkine d'Odessa.
Lilas Carpentier conçoit et édite 9 ouvrages sur Zoo Project, regroupés dans un coffret. Par souci de cohérence avec Zoo Project et pour réaffirmer son désir d'indépendance et son souhait de toucher tous les publics, le coffret n'est à destination que des lieux de consultations publics. Depuis janvier 2019 plusieurs médiathèques disposent des ouvrages.
Son nom est donné à une place du quartier Saint-Blaise, la place Bilal-Berreni dans le 20e arrondissement de Paris, à l'endroit même où il a grandi et où il reste un morceau d'une de ses peintures murales. Elle est inaugurée le 6 juillet 2019.

## Style
Son art est reconnaissable car il s'adresse à tous. Il décrit à la fois un monde proche de nous avec des formes identifiables  qui sont le plus souvent des animaux  et  aussi un univers nettement plus onirique voire surréaliste où l'on peut observer des êtres étranges, souvent hybrides inspirés de la mythologie comme des hommes à tête d'animal. C'est aussi une certaine façon de signifier l'absurdité de la vie, telle qu'il la vit parfois en retournant chez lui à Paris.
Zoo Project produit un art figuratif mais dont l'orientation pour l'art conceptuel voire l'art minimal est marquée. Il utilise la forme autant par tradition que pour énoncer une idée. Il s'inscrit donc dans la lignée de peintres américains comme Keith Haring ou Sol LeWitt pour qui selon celui-ci l'idée devient la machine de l'art.

## Documentaire
- C'est assez bien d'être fou, réalisateur Antoine Page, dessinateur Zoo Project, France, 2018, 105 minutes, production La maison du directeur, Bilal et Antoine dans un voyage artistique de plusieurs mois des montagnes des Carpates à Vladivostok[21].